# Angelika Bahmann
Angelika Bahmann (Plauen, 1 april 1952) is een Oost-Duits kanovaarster gespecialiseerd in slalom. 
Bahmann won in 1971 zowel individueel als met het team de wereldtitel. Een jaar later werd Bahmann de eerste vrouwelijke olympisch kampioen bij de kanoslalom in de K-1. Bahmann won in 1977 haar tweede individuele wereldtitel.

## Belangrijkste resultaten

### Olympische Zomerspelen
| Editie | Plaats  | Resultaten |
| ------ | ------- | ---------- |
| 1972   | München | K-1 Slalom |

### Wereldkampioenschappen kanoslalom
| Jaar | Plaats              | Resultaten                   |
| ---- | ------------------- | ---------------------------- |
| 1971 | Alpe di Mera        | K-1 Slalom · K-1 Slalom team |
| 1975 | Skopje              | K-1 Slalom · K-1 Slalom team |
| 1977 | Spittal an der Drau | K-1 Slalom · K-1 Slalom team |

1972: Angelika Bahmann ·
1992: Elisabeth Micheler ·
1996: Štěpánka Hilgertová ·
2000: Štěpánka Hilgertová ·
2004: Elena Kaliská ·
2008: Elena Kaliská ·
2012: Émilie Fer ·
2016: Maialen Chourraut ·
2020: Ricarda Funk ·
2024: Jessica Fox